# Барях, Александр Абрамович
Алекса́ндр Абра́мович Баря́х (род. 18 августа 1952, Коростень, Житомирская область) — российский учёный-горный инженер и геолог, специалист в области экспериментальной и теоретической геомеханики. Доктор технических наук (1994), профессор (2001), академик РАН (2019), директор ПФИЦ УрО РАН.

## Биография
В 1976 году с отличием окончил Пермский политехнический институт по специальности инженер механик-исследователь. В 1981 году защитил кандидатскую диссертацию «Исследование и расчет геомеханических параметров упрочнения горных пород скрепляющими составами».
В 1994 году защитил докторскую диссертацию «Деформирование и разрушение соляных пород и массивов» по специальности 01.02.07 «Механика горных пород, грунтов и сыпучих материалов».
В 2001 году присвоено учёное звание профессора по специальности «Геомеханика, разрушение горных пород». С 2009 года работал директором Горного института УрО РАН.
28 октября 2016 года избран членом-корреспондентом РАН по Отделению наук о Земле, с 15 ноября 2019 — академик РАН.
С мая 2017 года по 2022 год — директор Пермского федерального исследовательского центра УрО РАН (ранее — Пермский научный центр УрО РАН). Лауреат Строгановской премии «за высокие достижения в науке и технике» (2019).

## Научная деятельность
Специалист в области экспериментальной и теоретической геомеханики и смежных проблем освоения георесурсов.
Основные научные результаты связаны с фундаментальными и прикладными исследованиями процессов деформирования и разрушения горных пород и массивов, математическому моделированию напряженно-деформированного состояния горнотехнических объектов, геомеханическому описанию геологических и геодинамических процессов.
Автор более 200 научных работ, в том числе 5 монографий.
Ведет преподавательскую деятельность в Пермском национальном исследовательском политехническом университете.

## Публикации
Основные монографии:
- Барях А. А., Константинова С. А., Асанов В. А. Деформирование соляных пород. Свердловск: изд-во УрО РАН, 1996, 180 с.
- Барях А. А., Асанов В. А., Паньков И. Л. Физико-механические свойства соляных пород Верхнекамского калийного месторождения. Пермь: изд-во Пермского государственного технического университета, 2008, 199 с. Тираж 100 экз.